# Lodi (Californie)
Pour les articles homonymes, voir Lodi (homonymie).
Lodi est une municipalité du comté de San Joaquin en Californie aux États-Unis.

## Histoire
En 1859, peu après la ruée vers l'or en Californie, un groupe de familles de la région fonde une école sur un site près des actuels Cherokee Lane et Turner Road. En 1869, la Central Pacific Railroad est en train de créer un nouvel itinéraire, les pionniers Ezechiel Lawrence, Reuben Wardrobe, A.C. Ayers et John Magley offrent un lotissement de 160 acres (0,65 km2) au chemin de fer comme une incitation à construire une gare à cet endroit.
Cet endroit fut d'abord appelé Mokelumne et Mokelumne station d'après la rivière voisine, mais la confusion avec d'autres villes voisines a suscité un changement de nom, officiellement approuvé à Sacramento par un projet de loi de l'Assemblée.
L'origine du nom actuel de la ville n'est pas vraiment claire. Les historiens ne s'accordent pas à savoir si le nom de « Lodi » provient de celui d'un cheval de course ou du pont italien, site d'une fameuse bataille napoléonienne ou encore d'une ville de l'Illinois d'où seraient originaires une partie des premiers habitants.
Lodi a donné son nom à une chanson du groupe Creedence Clearwater Revival, dans l'album Green River sorti en 1969. Les paroles de cette chanson décrivent la situation d'un musicien qui a erré dans Lodi, situé à environ 70 miles de Berkeley, la ville natale de John Fogerty. Après avoir joué dans les bars locaux, il se retrouve détester la ville, mais est incapable de se procurer un billet de bus ou de train pour la quitter. Fogerty a dit plus tard qu'il n'avait jamais visité Lodi avant d'écrire cette chanson, et qu'il avait seulement choisi ce nom parce que c'était celui qui sonnait le mieux. Toutefois, la chanson fait incontestablement référence à la réputation de la ville comme une colonie agricole inintéressante, bien que le narrateur ne mentionne aucune des plaintes précises sur Lodi. Le refrain de la chanson « Oh Seigneur, à nouveau coincé dans Lodi », a été le thème de plusieurs événements dans la ville.

## Géographie
Lodi est situé sur un terrain plat, à une altitude d'environ 15 m. Historiquement, la région est couverte de pâturages mais aussi de champs de céréales.
Il a longtemps été question de préserver une ceinture de verdure, comme une zone tampon entre Lodi et Stockton, afin de garder les deux villes distinctes.

## Économie
Lodi est un centre bien connu de production vinicole (la « capitale mondiale du Zinfandel » comme elle est parfois nommée), bien que ses crus soient moins prestigieux que ceux des vallées de Sonoma et de Napa. Cependant ces dernières années l'appellation Lodi s'est appréciée grâce à ses zinfandels et quelques autres cépages. C'est dans la cité toute proche de Woodbridge que se trouve la fameuse cave de Robert Mondavi, la Mondavi Woodbridge.

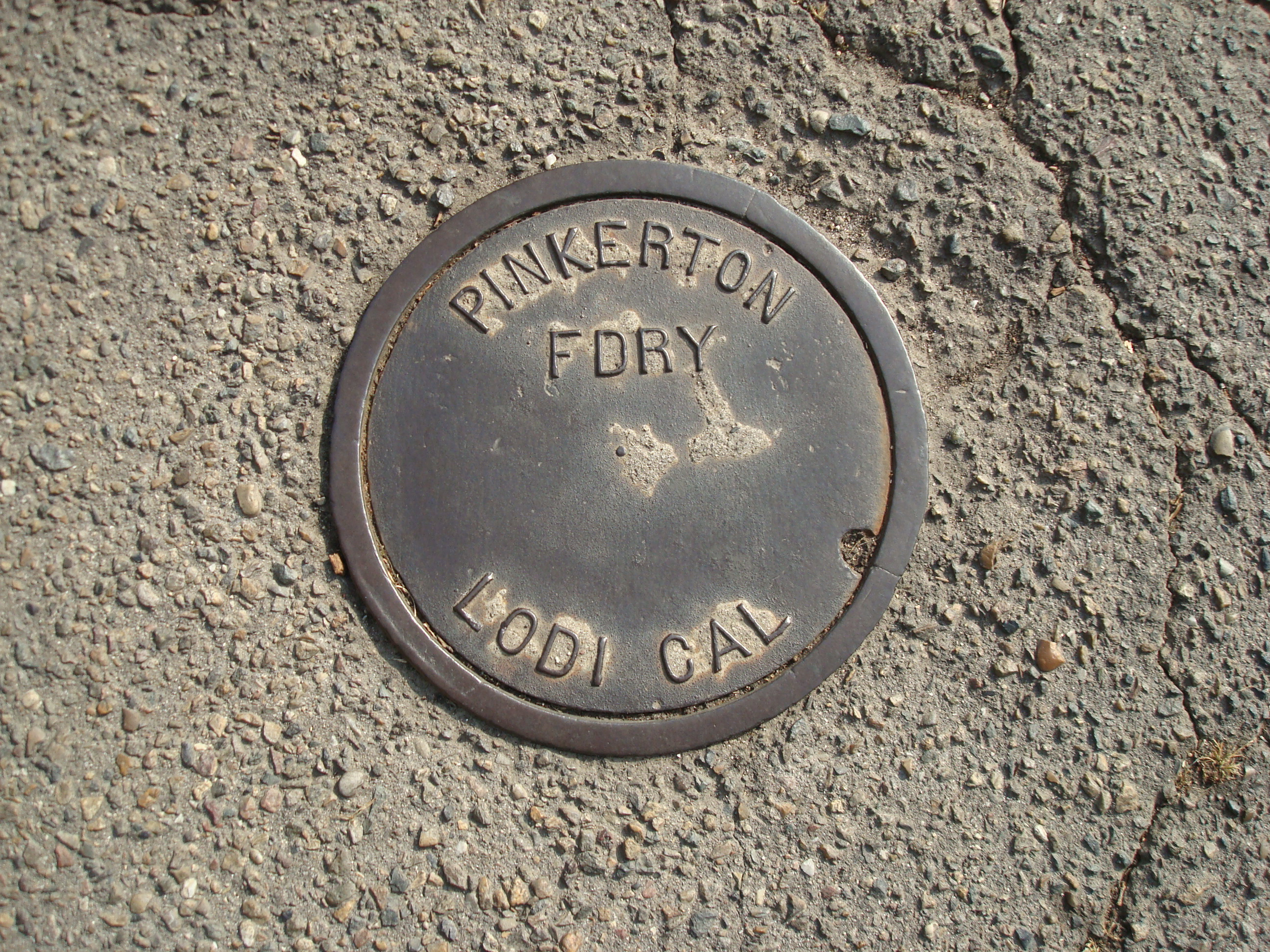
Plaque d'égout, Fonderie Pinkerton, Lodi, Californie

Au début l'activité agro-industrielle à Lodi comprenait un moulin à scie, moulin à farine, des vignobles, des vergers et l'élevage du bétail.
Le début du XXe siècle a vu la création de plusieurs grandes usines avec des capacités de distribution nationale, telle que Supermold, la Fonderie Pinkerton, le Lodi Iron Works, les producteurs de la côte du Pacifique, la Holz Rubber Company, et la Goehring Meat Company.
Aujourd'hui, la région de Lodi est le foyer de plusieurs grands fabricants, de services généraux, et d'entreprises agricoles, notamment Archer Daniels Midland, Blue Shield of California, Dart Container, General Mills, Holz Rubber Company, les tracteurs Kubota, Lodi Iron Works, Miller Packing Company, les producteurs de la côte Pacifique, Thule Valley Industries et Mondavi Woodbridge-Robert.
Lodi est le berceau de A&W Root Beer et A&W Restaurants créé en 1919, qui est considéré comme la première chaîne de restauration rapide.

## Démographie
| 1880 | 1890  | 1910  | 1920  | 1930  | 1940   |
| ---- | ----- | ----- | ----- | ----- | ------ |
| 606  | 1 013 | 2 697 | 4 850 | 6 788 | 11 079 |

| 1950   | 1960   | 1970   | 1980   | 1990   | 2000   |
| ------ | ------ | ------ | ------ | ------ | ------ |
| 13 798 | 22 229 | 28 691 | 35 221 | 51 874 | 56 999 |

| 2010   | - | - | - | - | - |
| ------ | - | - | - | - | - |
| 62 134 | - | - | - | - | - |

## Personnalités
- Bill Cartwright, joueur de basket-ball, est né en 1957 à Lodi.

## Jumelages
- Kōfu (Japon)
- Lodi (Italie)